# Mačva (région)
Pour les articles homonymes, voir Mačva.

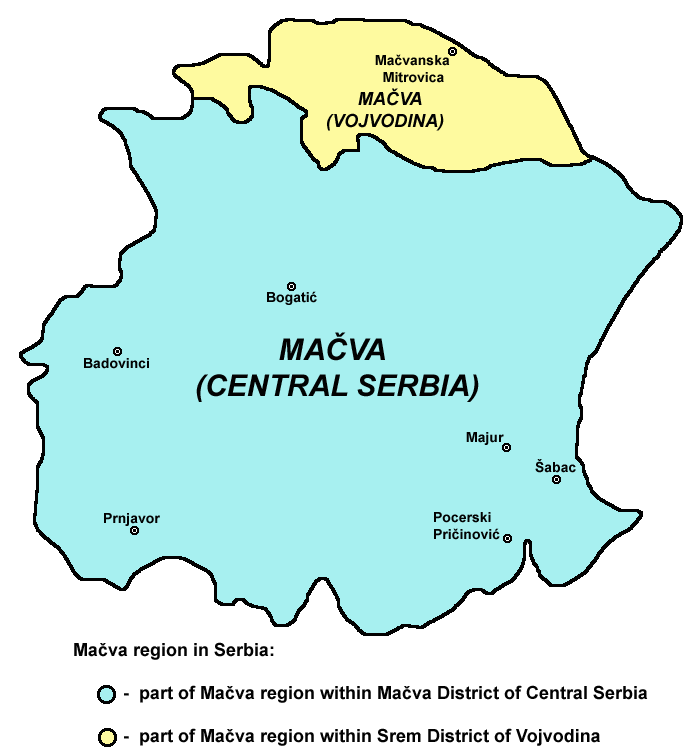
Carte de la région de Mačva

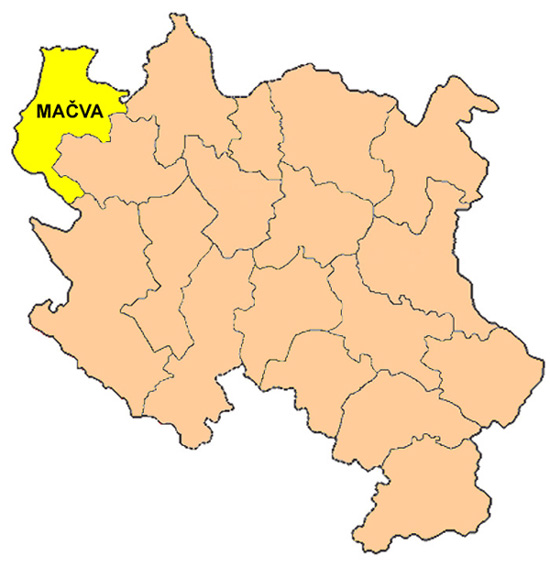
District de Mačva en Serbie centrale.

La Mačva (en serbe en écriture cyrillique : Мачва prononcé : /matʃva/ ; en hongrois : Macsó) est une région géographique de Serbie. Elle est principalement située au nord-ouest de la Serbie centrale, dans une plaine fertile qui s'étend entre la Save et la Drina. La ville principale de cette région est Šabac. L'actuel district de Mačva, une subdivision administrative de la Serbie, doit son nom à cette région mais en fait la région de Mačva n'occupe que la partie septentrionale du district. La partie la plus au nord de la Mačva est située dans la province autonome de Voïvodine, dans le district de Syrmie (Srem).

## Histoire
La Mačva était déjà habitée à l'Âge de la pierre. Avant la conquête romaine, elle fut peuplée par la tribu celte des Scordisques. À l'arrivée des Romains, au Ier siècle av. J.C., les Scordisques furent repoussés sur la rive gauche de la Save et le secteur fut intégré aux provinces de Mésie et de Pannonie.
Les Romains restèrent maîtres de la région jusqu'au Ve siècle ; la Mačva fut alors successivement conquise par les Sarmates, les Huns, les Goths, les Gépides, les Lombards et les Avars. Des tribus slaves s'y installèrent au VIe siècle. La région fit alors partie de l'Empire byzantin, du Royaume franc et de la Bulgarie. Aux IXe et Xe siècles, le sud de la Mačva devint serbe et, au XIe siècle, elle fit partie d'une province byzantine connue sous le nom de thème de Sirmium, qui incluait les actuelles régions de Syrmie et de Mačva. Au XIIe siècle, les parties méridionales de la région redevinrent serbes, tandis que le nord restait intégré à l'Empire byzantin.
Au XIIIe siècle, les parties septentrionales de la Mačva furent annexées par le royaume de Hongrie et la Banovine de Mačva fut créée en 1247. Cette banovine fut ainsi désignée à partir d'une ville connue sous le nom de Mačva, qui existait alors mais dont l'emplacement reste incertain. Pendant cette période hongroise, la région fut dirigée par plusieurs bans. Le roi Béla IV de Hongrie confia la Mačva à Rostislav IV de Kiev, un prince russe réfugié dans son royaume. Puis Bela de Macsó, le petit-fils de Bela IV, dirigea à son tour la Mačva, ainsi que les régions d'Usora et de Soli, de l'autre côté de la Drina, au nord de l'actuelle Bosnie-Herzégovine.

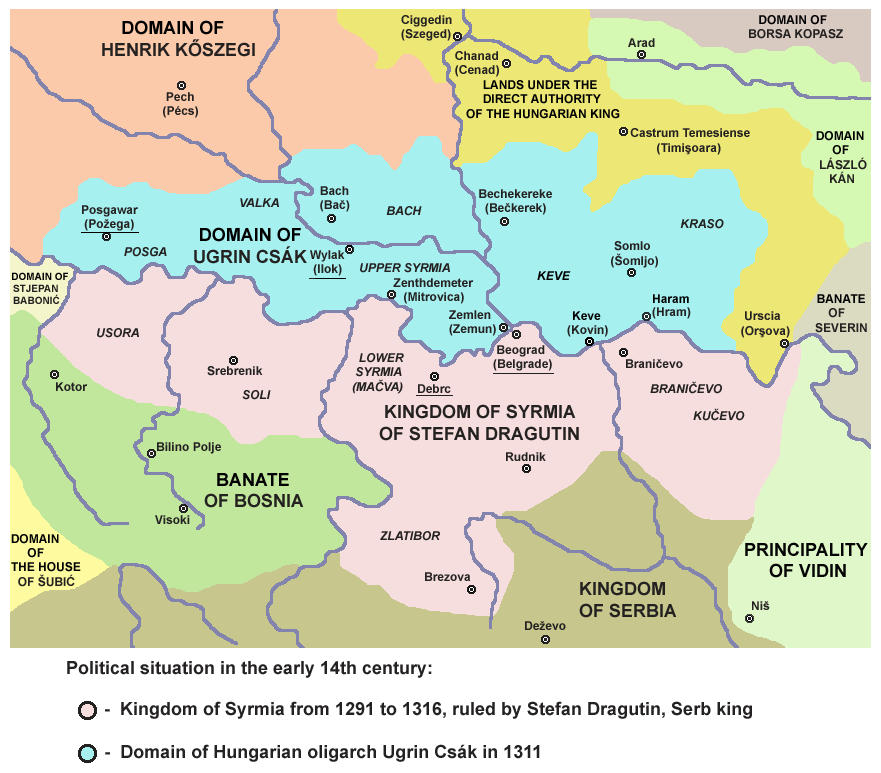
Le royaume de Syrmie

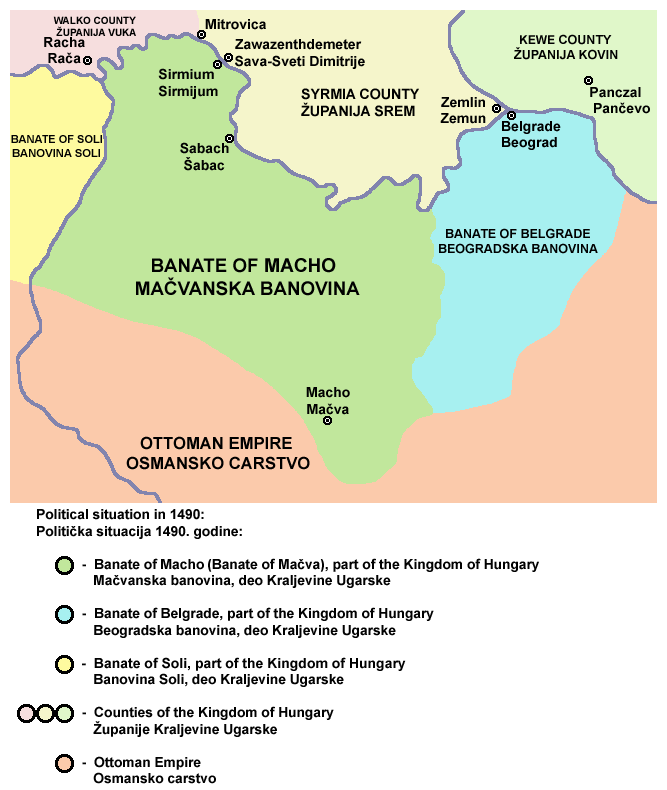

Entre 1282 et 1316, le roi serbe Stefan Dragutin dirigea le royaume de Syrmie (Srem), composé de la Mačva, de l'Usora et du territoire de Soli. Ses capitales furent Debrc (entre Belgrade et Šabac) et Belgrade. À cette époque, le nom de Srem désignait la Haute Syrmie, correspondant aujourd'hui à la région de Syrmie, et la Basse Syrmie, qui correspond aujourd'hui à la région de Mačva. Le royaume de Stefan Dragutin était ainsi situé en Basse Syrmie, tandis que la Haute Syrmie était gouvernée par Ugrin Csák, qui contrôlait également la Slavonie. À l'origine, Stefan Dragutin était un vassal du roi de Hongrie, mais avec la perte d'influence du pouvoir central dans ce royaume, Stefan Dragutin et Ugrin Csák devinrent de facto des souverains indépendants. Stefan Dragutin mourut en 1316 et son fils, le roi Stefan Vladislav II (1316-1325), lui succéda. En 1324, Vladislav II fut battu par le roi de Serbie Stefan Uroš III Dečanski et la Mačva devint un sujet de dispute entre le royaume de Serbie et le royaume de Hongrie.
Au XIVe siècle, les bans de la famille Garay (Pál Garay, Miklós Ier Garay de Mačva et son fils Miklós II Garay de Mačva), sous la suzeraineté de la Hongrie, étendirent leur pouvoir sur la Bosnie et la Syrmie. Miklós II devint également ban de Slavonie et de Croatie, régions qui faisaient alors partie du royaume de Hongrie. Mais, en 1381, la Mačva fit partie de l'État serbe du prince Lazar Hrebeljanović.
Au XVe siècle, la Mačva fit partie du despotat de Serbie et, à partir de 1459, elle passa sous le contrôle de l'Empire ottoman. La période ottomane dura jusqu'en 1718, date à laquelle la région fut conquise par les Habsbourg. Entre 1718 et 1739, la Mačva fit ainsi partie de l'empire d'Autriche mais, en 1739, la région fut reprise par les Ottomans. En 1788 fut créée la Mačvanska knežina, une subdivision locale qui comptait 25 villages et 845 foyers ; le gouverneur (oberknez) en fut un certain Uroš Drmanović. Entre 1804 et 1815, la Mačva fit partie de la Serbie contrôlée par Karađorđe (Karageorges) et, à partir de 1817, elle fit partie de la principauté de Serbie, autonome au sein de l'Empire ottoman, puis elle appartint à la Serbie indépendante.
Pendant la Première Guerre mondiale, les civils serbes des régions de Mačva et de Podrinje eurent à subir des exactions de la part de l'armée austro-hongroise. Après 1918, la région fit partie du royaume des Serbes, Croates et Slovènes qui, en 1929, devint le royaume de Yougoslavie. Entre 1918 et 1922, la région fut connue sous le nom de Podrinjski okrug (« district de Podrinje », entre 1922 et 1929 sous celui de Podrinjska oblast (« oblast de Podrinje ». Entre 1929 et 1941, elle fit partie de la Banovine de la Drina. Entre 1941 et 1944, la Mačva fut occupée par les puissances de l'Axe et, à partir de 1945, elle fit partie de la république socialiste de Serbie, au sein de la république fédérale socialiste de Yougoslavie.

## Territoire
Le territoire de la région de Mačva se répartit sur trois municipalités : Šabac (18 localités), Bogatić (14 localités) et Sremska Mitrovica (7 localités). Sur les 39 localités que compte la Mačva, 36 sont des localités rurales (villages) et 3 d'entre elles sont des villes : Šabac, Bogatić et Mačvanska Mitrovica.

## Localités

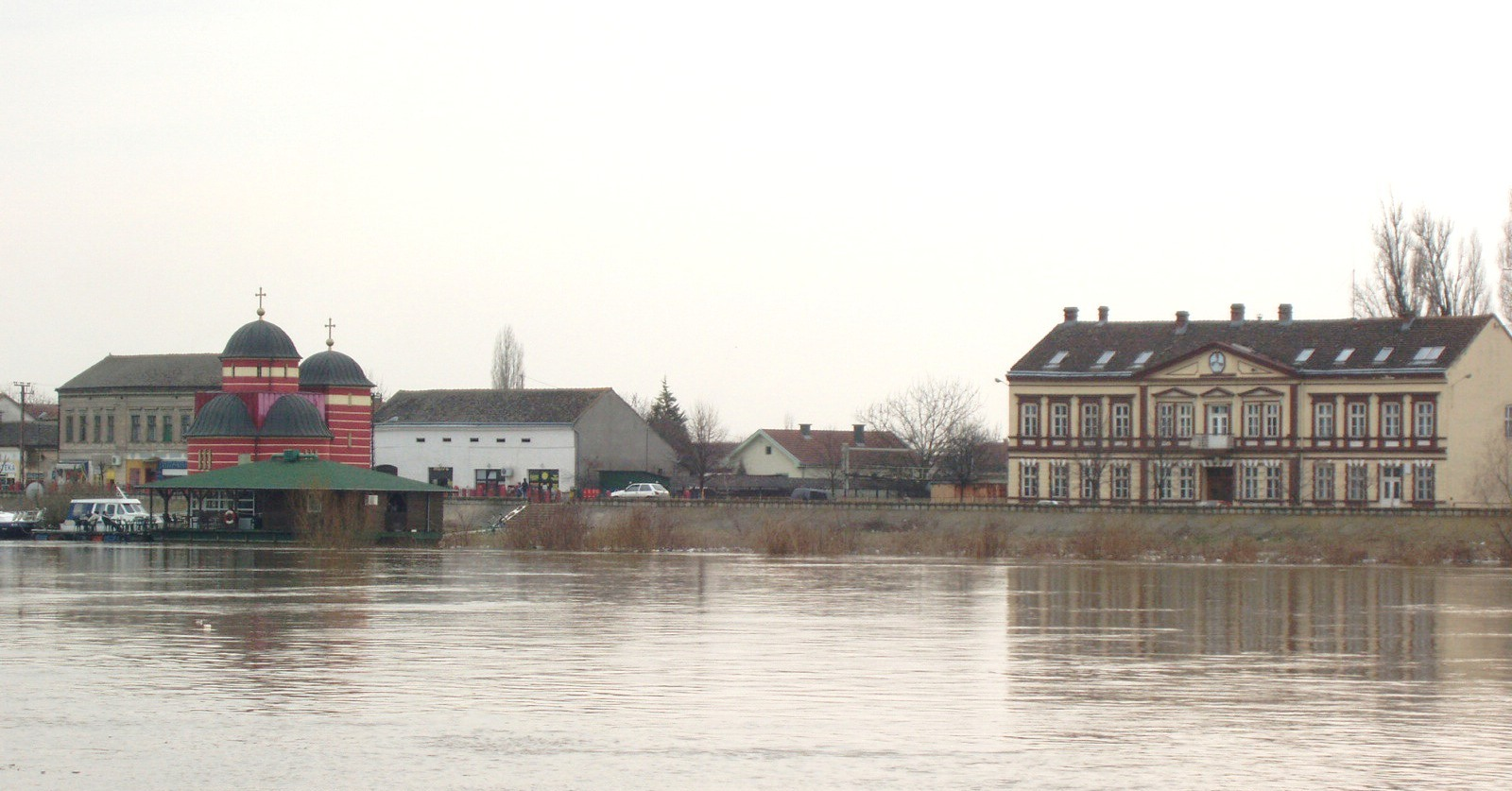
Mačvanska Mitrovica

Les localités les plus peuplées de la Mačva sont les suivantes :
- Šabac (55 163 hab.)
- Bogatić (7 350 hab.)
- Majur (6 854 hab.)
- Pocerski Pričinović (5 992 hab.)
- Badovinci (5 406 hab.)
- Prnjavor (4 464 hab.)
- Mačvanska Mitrovica (3 896 hab.)

Mačvanska Mitrovica est géographiquement située dans la région de la Mačva mais fait partie du district de Syrmie (dans la province autonome de Voïvodine).

## Personnalités

### Bans et chefs de la Mačva
- Rostislav IV de Kiev, ban de Mačva, prince russe réfugié en Hongrie.
- Bela de Macsóság, ban de Mačva, petit-fils du roi Béla IV de Hongrie.
- Stefan Dragutin, roi de Basse Syrmie (Mačva) entre 1282 et 1316.
- Stefan Vladislav II, roi de Basse Syrmie (1316-1325).
- János Alsáni, ban de Mačva (-1360).
- Pál Alsáni, ban de Mačva.
- Pál Garai, ban de Mačva, XIVe.
- Miklós Ier Garay de Mačva, XIVe.
- Miklós II Garay de Mačva, ban de Mačva, à partir de 1387.
- György Ier Lackfi, ban de Mačva (1392-1393).
- János Maróti, ban de Mačva (1397-?).
- Dezső Bánfi de Gara, ban de Mačva (-1440).
- Imre Héderváry, ban de Mačva (1442-1445).
- Máté Maróti, ban de Mačva (vers 1475).
- Miklós Újlaki, ban de Mačva.
- Uroš Drmanović, oberknez de la Mačvanska knežina en 1788.

### Autres
- Stojan Čupić (1765-1815), également connu sous le nom de Zmaj od Noćaja, voïvode serbe lors du premier soulèvement serbe.
- Laza Lazarević (1851-1891), écrivain et psychiatre serbe.
- Janko Veselinović (1862-1905), homme de lettres serbe.
- Bora Simić-Joja (né en 1929), poète.
- Milić Stanković (1934-2000), peintre connu sous le nom de Milić od Mačve (Milić de la Mačva).
- Dušan Kovačević (né en 1948), homme de lettres, dramaturge.
- Dragan Martinović (né en 1957), peintre.
- Nenad Stanković (né en 1965), peintre.